# اوسویه (نووی پازار)
اوسویه (به صربی: Osoje) یک منطقهٔ مسکونی در صربستان است که در شهرستان نووی پازار واقع شده‌است.